# Omblèze
Omblèze é uma comuna francesa na região administrativa de Auvérnia-Ródano-Alpes, no departamento de Drôme. Estende-se por uma área de 44,92 km². Em 2010 a comuna tinha 74 habitantes (densidade: 1,6 hab./km²).